# Жискаро
Жискаро́ (фр. Giscaro) — коммуна во Франции, находится в регионе Юг — Пиренеи. Департамент — Жер. Входит в состав кантона Л’Иль-Журден. Округ коммуны — Ош.
Код INSEE коммуны — 32148.

## География
Коммуна расположена приблизительно в 600 км к югу от Парижа, в 45 км западнее Тулузы, в 28 км к востоку от Оша.

## Климат
Климат умеренно-океанический. Лето жаркое и немного дождливое, температура часто превышает 35 °С. Зимой часто бывает отрицательная температура и ночные заморозки. Годовое количество осадков — 700—900 мм.

## Население
Население коммуны на 2010 год составляло 82 человека.
| 1962 | 1968 | 1975 | 1982 | 1990 | 1999 | 2010 |
| ---- | ---- | ---- | ---- | ---- | ---- | ---- |
| 97   | 96   | 100  | 76   | 78   | 67   | 82   |

## Администрация
| Период | Период | Фамилия         | Партия       | Примечания |
| ------ | ------ | --------------- | ------------ | ---------- |
| ?      | 1989   | Марсель Ларрьё  | беспартийный |            |
| 1989   | 2014   | Ален Барере     | беспартийный |            |
| 2014   | 2020   | Жорж де Лоренци | беспартийный |            |

## Экономика
В 2010 году среди 48 человек трудоспособного возраста (15-64 лет) 43 были экономически активными, 5 — неактивными (показатель активности — 89,6 %, в 1999 году было 75,0 %). Из 43 активных жителей работали 39 человек (23 мужчины и 16 женщин), безработных было 4 (2 мужчин и 2 женщины). Среди 5 неактивных 1 человек был учеником или студентом, 0 — пенсионерами, 4 были неактивными по другим причинам.

## Достопримечательности
- Церковь Св. Петра (1865 век)

## Фотогалерея

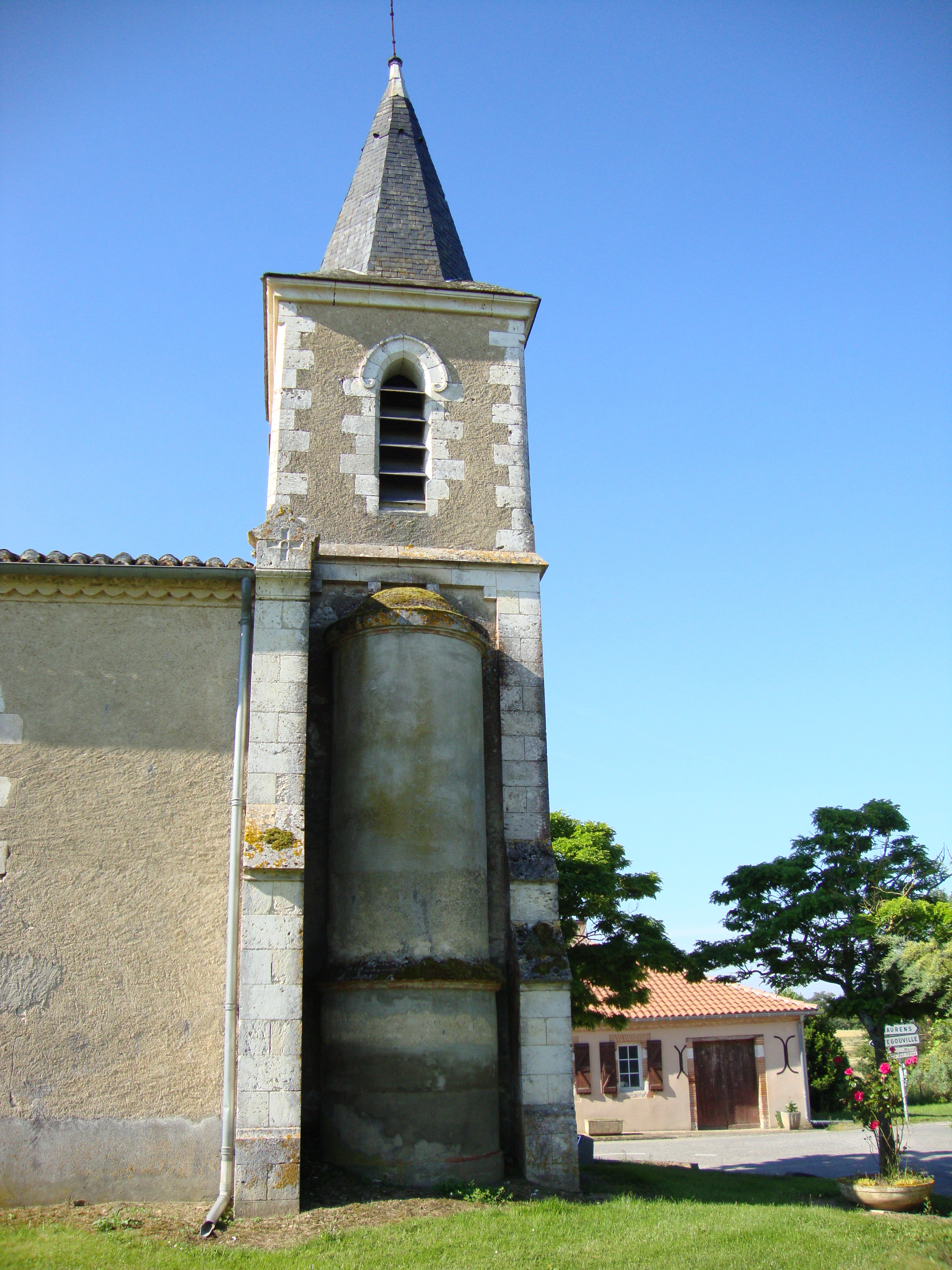
Церковь Св. Петра
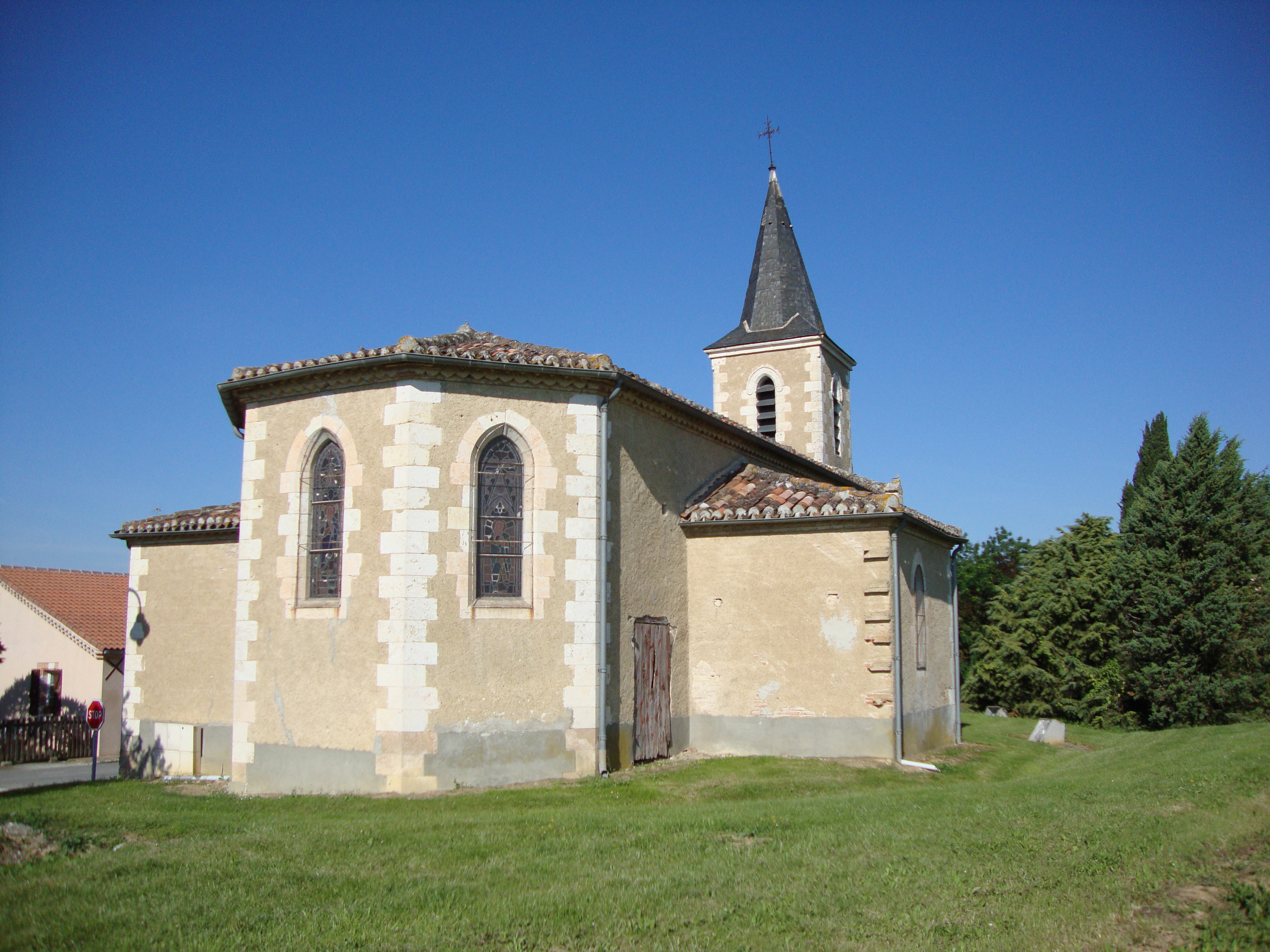
Церковь Св. Петра
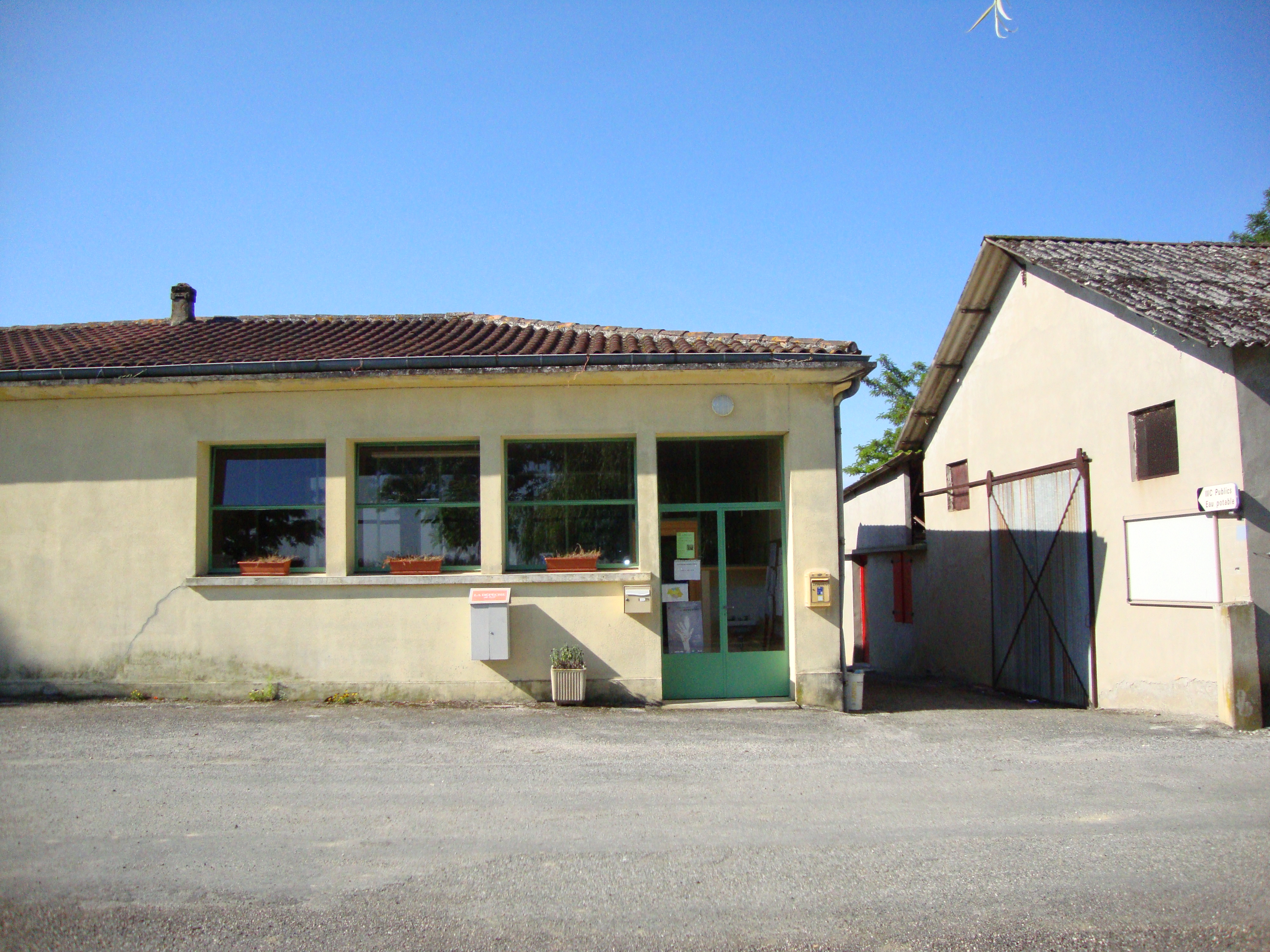
Мэрия
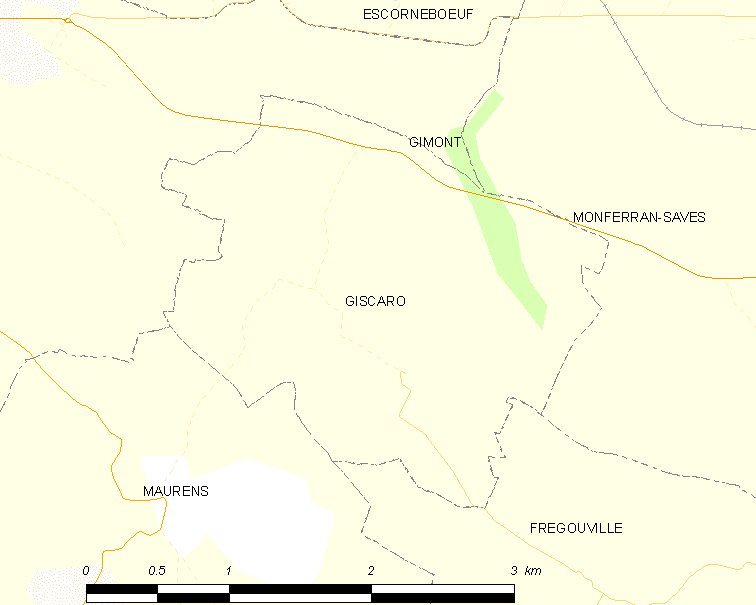
Карта коммуны